# Patrick Prosser

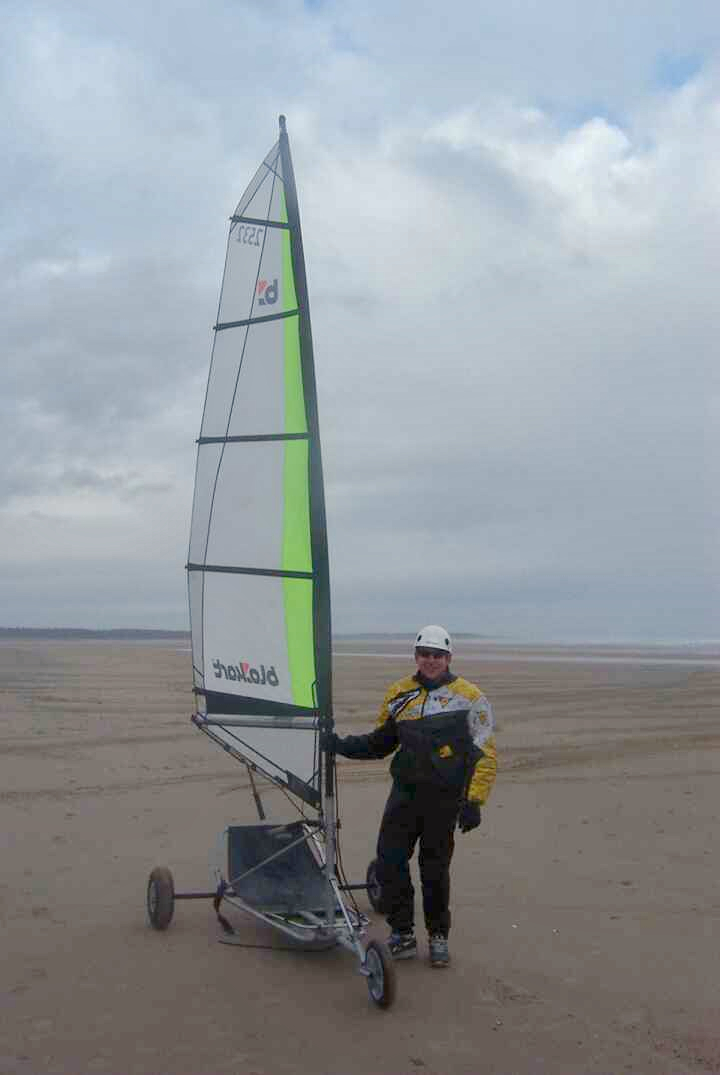
Patrick Prosser

Patrick Prosser (* 8. September 1952 in Glasgow) ist Informatiker an der Universität Glasgow. Sein Hauptinteressengebiet ist Constraintprogrammierung und die Anwendung von Constraintmethoden in anderen, verwandten Forschungsgebieten.
Sein bedeutendster wissenschaftlicher Beitrag ist die Erfindung von Conflict-based Backjumping, ein
Verfahren zur Reduktion des Suchaufwandes in Constraintproblemen durch die Vermeidung von unnötigem Backtracking.
Der entsprechende Artikel wurde laut Google Scholar knapp 500 Mal zitiert.
Weitere wichtige wissenschaftliche Beiträge sind die Identifikation von schweren Problemen und Techniken zur Lösung komplizierter Routenprobleme.
Der begeisterte Drachenflieger hat daneben auch einen wissenschaftlichen Artikel über tetraedrische (vierflächige) Drachen geschrieben.